# Masa upadłości
Masa upadłości – w postępowaniu upadłościowym to ogół zbywalnych praw majątkowych przysługujących upadłemu, przeznaczonych do zaspokojenia wierzycieli. Masa upadłości powstaje z dniem wydania postanowienia o ogłoszeniu upadłości i jest ściśle związana z osobą upadłego – nie posiada ani zdolności prawnej, ani zdolności do czynności prawnych.

## Skład masy upadłości
W skład masy upadłości wchodzi co do zasady majątek należący do upadłego w dniu ogłoszenia upadłości oraz nabyty przez upadłego w toku postępowania upadłościowego. Domniemywa się, iż rzeczy znajdujące się w posiadaniu upadłego w dniu ogłoszenia upadłości należą do majątku upadłego.
Do masy upadłości nie zalicza się z mocy ustawy:
- mienia wyłączonego spod egzekucji w rozumieniu Kodeksu postępowania cywilnego;
- wynagrodzenia za pracę upadłego w części niepodlegającej zajęciu;
- kwoty uzyskanej z tytułu realizacji zastawu rejestrowego lub hipoteki, jeżeli upadły pełnił funkcję administratora zastawu lub hipoteki, w części przypadającej zgodnie z umową powołującą administratora pozostałym wierzycielom;
- mienia przeznaczonego na pomoc dla pracowników upadłego i ich rodzin, oznaczonego przez sędziego-komisarza;

Ponadto zgromadzenie wierzycieli może podjąć uchwałę wyłączającą z masy upadłości inne składniki majątku upadłego.
Skład masy upadłości ustala syndyk, nadzorca sądowy lub zarządca na podstawie wpisów w księgach upadłego i dokumentów bezspornych, dokonując spisu inwentarza. 
Jeżeli w toku postępowania okaże się, iż do masy upadłości zaliczono mienie nienależące do upadłego, sędzia-komisarz na wniosek właściciela mienia wyda postanowienie o wyłączeniu z masy upadłości takich składników majątkowych.

## Zarządzanie masą upadłości
Masą upadłości w toku postępowania upadłościowego zarządza:
- syndyk masy upadłości - w postępowaniu upadłościowym obejmującym likwidację majątku dłużnika;
- upadły pod nadzorem nadzorcy sądowego - w postępowaniu upadłościowym z możliwością zawarcia układu;
- zarządca - w postępowaniu upadłościowym z możliwością zawarcia układu, jeżeli sąd uchylił zarząd własny upadłego.

Czynności prawne upadłego dotyczące mienia wchodzącego do masy upadłości, wobec którego upadły utracił prawo zarządu, są nieważne. Ponadto po ogłoszeniu upadłości niedopuszczalne jest wszczęcie egzekucji świadczeń pieniężnych z masy upadłości.

## Likwidacja masy upadłości
W przypadku ogłoszenia upadłości obejmującej likwidację majątku dłużnika, syndyk po ustaleniu składu masy upadłości i sporządzeniu planu likwidacyjnego dokonuje likwidacji masy upadłości poprzez sprzedaż przedsiębiorstwa upadłego w całości lub jego zorganizowanych części, sprzedaż nieruchomości i ruchomości, przez ściągnięcie wierzytelności od dłużników upadłego i wykonanie innych jego praw majątkowych wchodzących w skład masy upadłości albo ich zbycie. Uzyskane w ten sposób środki pieniężne przeznaczone są na zaspokojenie wierzycieli upadłego w kolejności i wysokości określonej przepisami prawa upadłościowego.

## Ustanie bytu masy upadłości
Masa upadłości przestaje istnieć z dniem:
- uprawomocnienia się postanowienia o umorzeniu postępowania upadłościowego;
- uprawomocnienia się postanowienia o zakończeniu postępowania upadłościowego;
- uprawomocnienia się postanowienia o wykonaniu układu.

W wyżej opisanych przypadkach upadły odzyskuje prawo swobodnego zarządzania majątkiem i rozporządzania jego składnikami, a wpisy dotyczące upadłości w księgach wieczystych i rejestrach wykreśla się z urzędu.